# Tatjana Šimić

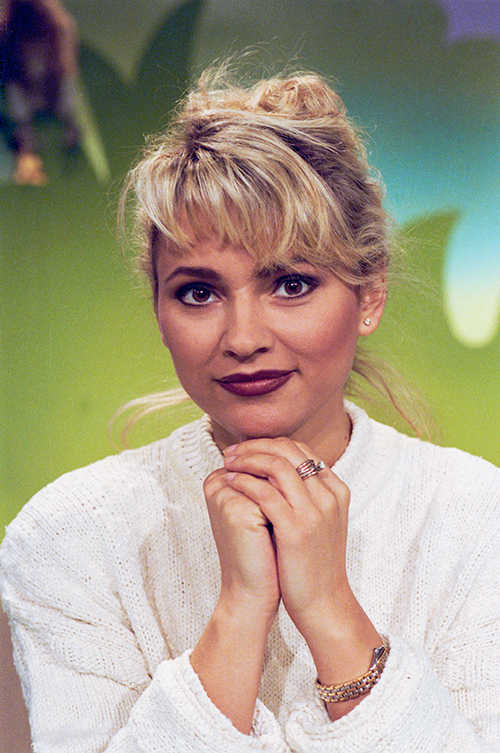
Tatjana Šimić (1992)

Tatjana Šimić (* 9. Juni 1963 in Zagreb) ist eine niederländische Schauspielerin und Sängerin kroatischer Herkunft.

## Leben
Tatjana Šimić wurde vor allem durch ihre Rolle als Kees in der niederländischen Fernseh- und Filmserie Familie Flodder bekannt. In den 1990er Jahren galt Tatjana Šimić als Sexsymbol und ließ sich mehrmals für den Playboy ablichten. Sie war 17 Mal auf der Titelseite, davon dreizehn Mal in der niederländischen und vier Mal in der deutschen Ausgabe (Februar 1991, Februar 1994, Mai 1996 und August 1998).
1992 war Tatjana Šimić zusammen mit dem Sänger Gerard Joling mit dem Titel Can't Take My Eyes Off You in den Top 5 der niederländischen Charts vertreten.
Sie hat den ersten Stein des Domino Day 2000 aufgestellt. Im Jahr 2005 schrieb Tatjana Šimić ihre Autobiografie Jij!.

## Filmografie
- 1986: Flodder – Eine Familie zum Knutschen (Flodder)
- 1988: Im Schatten der Angst
- 1988: Starke Zeiten
- 1990: My Blue Heaven
- 1992: Zlatne godine
- 1992: Flodder – Eine Familie zum Knutschen in Manhattan (Flodder in Amerika!)
- 1993: RTL Samstag Nacht (Fernsehserie, Folge 1x11)
- 1993–1998: Flodder (Fernsehserie, 62 Folgen)
- 1995: Flodder Forever (Flodder 3)

## Diskografie

### Alben
| Jahr | Titel    | Höchstplatzierung, Gesamtwochen, AuszeichnungChartsChartplatzierungen (Jahr, Titel, Platzierungen, Wochen, Auszeichnungen, Anmerkungen) | Anmerkungen |
| Jahr | Titel    | NL | Anmerkungen |
| ---- | -------- | --- | ----------- |
| 1997 | New Look | NL70 (8 Wo.)NL |             |

Weitere Alben
- 1991: Tatjana
- 1993: Feel Good
- 1996: Santa Maria

### Singles
| Jahr | Titel Album                          | Höchstplatzierung, Gesamtwochen, AuszeichnungChartplatzierungen (Jahr, Titel, Album, Platzierungen, Wochen, Auszeichnungen, Anmerkungen) | Höchstplatzierung, Gesamtwochen, AuszeichnungChartplatzierungen (Jahr, Titel, Album, Platzierungen, Wochen, Auszeichnungen, Anmerkungen) | Anmerkungen       |
| Jahr | Titel Album                          | DE | NL | Anmerkungen       |
| ---- | ------------------------------------ | --- | --- | ----------------- |
| 1988 | Chica Cubana Tatjana                 | DE36 (9 Wo.)DE | NL11 (9 Wo.)NL |                   |
| 1988 | Awaka-Boy Boy Tatjana                | — | NL37 (3 Wo.)NL |                   |
| 1992 | Can’t Take My Eyes Off You Feel Good | — | NL5 (9 Wo.)NL | mit Gerard Joling |
| 1993 | Feel Good                            | — | NL25 (9 Wo.)NL |                   |
| 1995 | Santa Maria                          | — | NL33 (3 Wo.)NL |                   |
| 2008 | Ik laat je gaan                      | — | NL38 (2 Wo.)NL |                   |

Weitere Singles
- 1988: Fiskio
- 1991: You and Me
- 1993: Never Never
- 1994: Don’t You Want Me Baby
- 1996: Calendar Girl
- 1997: The First Time
- 1997: O Baby I
- 1999: Crazy Way About You
- 1999: Wait And Wonder
- 2000: Baila Baila
- 2010: Ga nu maar

## Veröffentlichungen
- Jij! Tirion Uitgevers, Baarn 2005, ISBN 978-9-04390-7552.
- Tatjana's Studentenkookboek. Tirion Uitgevers, Baarn 2006, ISBN 978-9-04390-8740.